# Uruguay en la Copa Mundial de Rugby de 2003
La Selección de rugby de Uruguay fue uno de los 20 participantes de la Copa Mundial de Rugby de 2003 que se realizó en Australia.
Fue la segunda participación de los Teros en la Copa Mundial de Rugby.

## Plantel
| Nombre              | Posición       | Club                |
| ------------------- | -------------- | ------------------- |
| Juan Andrés Pérez   | hooker         | Old Boys            |
| Diego Lamelas       | hooker         | Asociación Alumni   |
| Eduardo Berruti     | pilar          | Old Christians Club |
| Pablo Lemoine       | pilar          | Stade Français      |
| Juan Machado        | pilar          | Carrasco Polo       |
| Rodrigo Sánchez     | pilar          | Carrasco Polo       |
| Guillermo Storace   | pilar          | Carrasco Polo       |
| Juan Álvarez        | segunda línea  | Carrasco Polo       |
| Juan Alzueta        | segunda línea  | Trebol              |
| Juan Carlos Bado    | segunda línea  | Stade Français      |
| Juan Carlos Bado    | segunda línea  | Old Boys            |
| Marcelo Gutierrez   | segunda línea  | Old Christians Club |
| Nicolas Brignoni    | ala            | L'Aquila Rugby      |
| Ignacio Conti       | ala            | Carrasco Polo       |
| Nicolas Grille      | ala            | Trebol              |
| Hernan Ponte        | ala            | Carrasco Polo       |
| Rodrigo Capo Ortega | Número 8       | Castres Olympique   |
| Emiliano Caffera    | medio scrum    | Champagnat          |
| Juan Campomar       | medio scrum    | Old Boys            |
| Sergio Aguirre      | medio apertura | Carrasco Polo       |
| Bernardo Amarillo   | medio apertura | Carrasco Polo       |
| Diego Aguirre (c.)  | centro         | Carrasco Polo       |
| Joaquín de Freitas  | centro         | Champagnat          |
| Martín Mendaro      | centro         | Carrasco Polo       |
| Joaquin Pastore     | centro         | Old Boys            |
| Carlos Baldassari   | wing           | Champagnat          |
| Alfonso Cardoso     | Wing           | Old Boys            |
| Emiliano Ibarra     | wing           | Carrasco Polo       |
| José Viana          | wing           | Carrasco Polo       |
| Juan Menchaca       | zaguero        | Carrasco Polo       |
| Diego Reyes         | zaguero        | Carrasco Polo       |

## Participación

### Grupo C
| Equipo     | Gan. | Emp. | Per. | A favor | En contra | Extra | Puntos |
| ---------- | ---- | ---- | ---- | ------- | --------- | ----- | ------ |
| Inglaterra | 4    | 0    | 0    | 255     | 47        | 3     | 19     |
| Sudáfrica  | 3    | 0    | 1    | 184     | 60        | 3     | 15     |
| Samoa      | 2    | 0    | 2    | 138     | 117       | 2     | 10     |
| Uruguay    | 1    | 0    | 3    | 56      | 255       | 0     | 4      |
| Georgia    | 0    | 0    | 4    | 46      | 200       | 0     | 0      |
| 11 de octubre | Sudáfrica | 72 - 6 | Uruguay | Subiaco Oval, Perth |  |

| 15 de octubre | Samoa | 60 - 13 | Uruguay | Subiaco Oval, Perth |  |

| 28 de octubre | Georgia | 12 - 24 | Uruguay | Aussie Stadium, Sídney |  |

| 2 de noviembre | Inglaterra | 111 - 13 | Uruguay | Suncorp Stadium, Brisbane |  |